# Mangani-dellaventuraite
La mangani-dellaventuraite (simbolo IMA: Mdv) è un rarissimo minerale del supergruppo dell'anfibolo, all'interno del quale viene collocato nel "gruppo degli anfiboli con W(O)-dominante" e da lì ai minerali in attesa di assegnazione definitiva al "gruppo contenente la radice kaersutite nel nome"; essendo un anfibolo, appartiene agli inosilicati e pertanto alla famiglia minerale dei "silicati"; possiede composizione chimica NaNa2(MgMn3+2Ti4+Li)Si8O22O2.

## Etimologia e storia
Il minerale era originariamente chiamato dellaventuraite in onore di Giancarlo Della Ventura, dell'Università degli Studi di Roma Tre. È stato ridefinito nella nomenclatura degli anfiboli del 2012 e ora è denominato mangani-dellaventuraite.

## Classificazione
La classica nona edizione della sistematica dei minerali di Strunz, aggiornata dall'Associazione Mineralogica Internazionale (IMA) fino al 2009, elenca la mangani-dellaventuraite con il vecchio nome dellaventuraite e la colloca nella classe "9. Silicati (germanati)" e da lì nella sottoclasse "9.D Inosilicati"; questa viene suddivisa più finemente in modo tale che la mangani-obertiite possa essere trovata nella sezione "9.DE Inosilicati con catene doppie di periodo 2, Si4O11; clinoanfiboli" dove forma il sistema nº 9.DE.25.
Tale classificazione resta invariata anche nell'edizione successiva, proseguita dal database "mindat.org" e chiamata Classificazione Strunz-mindat.
Nella Sistematica dei lapis (Lapis-Systematik) di Stefan Weiß la mangani-dellaventuraite si trova nella classe dei "silicati" e nella sottoclasse degli "inosilicati"; qui il minerale si trova nella sezione di quelli che hanno struttura "[Si4O11] a due bande 6-; gruppo degli anfiboli; anfiboli alcalini" dove forma il sistema nº VIII/F.08.
Anche la classificazione dei minerali secondo Dana, usata principalmente nel mondo anglosassone, elenca la mangani-dellaventuraite nella famiglia dei silicati; qui è nella classe degli "inosilicati: catene doppie non ramificate, W=2" e nella sottoclasse degli "inosilicati: catene doppie non ramificate, configurazione anfibolo W=2" dove forma il "gruppo 4, anfiboli di sodio" con il numero di sistema 66.01.03c.

## Abito cristallino
La mangani-dellaventuraite cristallizza nel sistema monoclino nel gruppo spaziale C2/m (gruppo nº 12) con i parametri di cella a = 9,808(1) Å, b = 17,840(2) Å, c = 5,2848(5) Å, β = 104,653(1)°, V = 894,6(2) Å³, Z = 2

## Origine e giacitura
La mangani-dellaventuraite si forma in minerali di manganese metamorfosati; la paragenesi è con albite, bixbyite-(Mn), braunite, ferri-leakeite e potassic-mangani-leakeite, ma anche a leakeite e kornite.
Il minerale è molto raro ed è stato trovato solo nella sua località tipo, la miniera di "Kajlidongri" (22°N 74°E) nel distretto di Jhabua (nel Madhya Pradesh, in India).

## Forma in cui si presenta in natura
La mangani-dellaventuraite forma cristalli da anedrali a subedrali, con una granulometria media di 0,4 mm e una dimensione massima di 1,5 mm. Il minerale è trasparente con lucentezza vitrea; il colore va dal rosa al rosso e quello del suo striscio è rosa pallido.